# Nhà nguyện Thánh George, Lâu đài Windsor
Nhà thờ Thánh George tại Lâu đài Windsor ở Anh, là một nhà thờ được thiết kế theo phong cách Gothic thời Trung cổ. Nó là một nhà thờ thuộc thẩm quyền trực tiếp của quốc vương, và nhà nguyện của dòng hiệp sĩ Garter. Nó có chỗ chứa cho khoảng 800 người tham dự lễ.
Nhà nguyện lâu đài Thánh George được thành lập vào thế kỷ 14 bởi vua Edward III và bắt đầu mở rộng vào cuối thế kỷ 15. Nó là chỗ tổ chức nhiều nghi lễ hoàng gia, đám cưới và chôn cất. Nhà thờ nằm ở Lower Ward. Lâu đài Windsor là nơi cư trú chính của Nữ hoàng Elizabeth II và nhà thờ của nó là nơi được hoạch định là nơi chôn cất Nữ hoàng.
Hoạt động hàng ngày của nhà thờ là trách nhiệm của nhóm tu sĩ Thánh George, mà không thuộc dòng tu nào, được điều hành bởi một tu sĩ trưởng mà được hỗ trợ bởi một thư ký.